# Red Oak, Texas
Red Oak là một thành phố thuộc quận Ellis, tiểu bang Texas, Hoa Kỳ. Năm 2010, dân số của xã này là 10769 người.

## Dân số
- Dân số năm 2000: 4301 người.
- Dân số năm 2010: 10769 người.